# Дыхательная система человека
Дыхательная система человека — совокупность органов, обеспечивающих функцию внешнего дыхания человека (газообмен между вдыхаемым атмосферным воздухом и циркулирующей по малому кругу кровообращения кровью).
Газообмен осуществляется в альвеолах лёгких, и в норме направлен на захват из вдыхаемого воздуха кислорода и выделение во внешнюю среду образованного в организме углекислого газа.
Взрослый человек, находясь в состоянии покоя, совершает в среднем 14 дыхательных движений в минуту, однако частота дыхания может претерпевать значительные колебания (от 10 до 18 за минуту). Взрослый человек делает 15-17 вдохов/выдохов в минуту, а новорождённый ребёнок делает 1 вдох в секунду. Вентиляция альвеол осуществляется чередованием вдоха (инспирация) и выдоха (экспирация). При вдохе в альвеолы поступает атмосферный воздух, а при выдохе из альвеол удаляется воздух, насыщенный углекислым газом.
Обычный спокойный вдох связан с деятельностью мышц диафрагмы и наружных межрёберных мышц. При вдохе диафрагма опускается, рёбра поднимаются, расстояние между ними увеличивается. Обычный спокойный выдох происходит в большой степени пассивно, при этом активно работают внутренние межрёберные мышцы и некоторые мышцы живота. При выдохе диафрагма поднимается, рёбра перемещаются вниз, расстояние между ними уменьшается.
По способу расширения грудной клетки различают 2 типа дыхания:
- Грудной тип дыхания (расширение грудной клетки производится путём поднятия рёбер), чаще наблюдается у женщин
- Брюшной тип дыхания (расширение грудной клетки производится путём уплощения диафрагмы), чаще наблюдается у мужчин

## Строение

### Дыхательные пути
Различают верхние и нижние дыхательные (воздухопроводящие) пути. Символический переход верхних дыхательных путей в нижние осуществляется в месте пересечения пищеварительной и дыхательной систем в верхней части гортани.
Система верхних дыхательных путей состоит из полости носа (лат. cavitas nasi), носоглотки (лат. nasopharynx) и ротоглотки (лат. mesopharynx). Система нижних дыхательных путей состоит из гортани (лат. larynx), трахеи (др.-греч. τραχεῖα (ἀρτηρία)), бронхов (лат. bronchi), бронхиол, альвеол.
Ротовая полость при затруднениях нормального носового дыхания хоть и может вспомогательно использоваться для дыхания, но не относится ни к дыхательным путям, ни к органам дыхания и не приспособлена эволюционно для основного дыхания.
Вдох и выдох осуществляется путём изменения размеров грудной клетки с помощью дыхательных мышц и диафрагмы. В течение одного вдоха (в спокойном состоянии) в лёгкие поступает 400—500 мл воздуха. Этот объём воздуха называют «дыхательным объёмом» (ДО). Такое же количество воздуха поступает из лёгких в атмосферу в течение спокойного выдоха. Максимально глубокий вдох составляет около 2 000 мл воздуха. После максимального выдоха в лёгких остаётся воздух в количестве около 1 500 мл, называемый «остаточным объёмом лёгких». После спокойного выдоха в лёгких остаётся примерно 3 000 мл. Этот объём воздуха называют «функциональной остаточной ёмкостью» (ФОЁ) лёгких. Дыхание — одна из немногих функций организма, которое может быть контролируемо сознательно и неосознанно.
Виды дыхания: глубокое и поверхностное, частое и редкое, верхнее, среднее (грудное) и нижнее (брюшное). Особые виды дыхательных движений наблюдают при икоте и смехе. При частом и поверхностном дыхании возбудимость нервных центров повышается, а при глубоком — наоборот, снижается.

### Органы дыхания
Органами дыхания являются: наружный нос, полость носа с околоносовыми пазухами, глотка, гортань, трахея, бронхи, лёгкие
Дыхательные пути обеспечивают связи окружающей среды с главными органами дыхательной системы — лёгкими. Лёгкие (лат. pulmones, др.-греч. πνεύμων) расположены в грудной полости в окружении костей и мышц грудной клетки. В лёгких осуществляется газообмен между атмосферным воздухом, достигшим лёгочных альвеол (паренхимы лёгких), и кровью, протекающей по лёгочным капиллярам, которые обеспечивают поступление кислорода в организм и удаление из него газообразных продуктов жизнедеятельности, в том числе — углекислого газа. Благодаря функциональной остаточной ёмкости (ФОЁ) лёгких в альвеолярном воздухе поддерживается относительно постоянное соотношение содержания кислорода и углекислого газа, так как ФОЁ в несколько раз больше дыхательного объёма (ДО). Только 2/3 ДО достигает альвеол, который называют «объёмом альвеолярной вентиляции». Без внешнего дыхания человеческий организм обычно может прожить до 5 минут (так называемая клиническая смерть), после чего наступают потеря сознания, необратимые изменения в мозге и его смерть (биологическая смерть).
У человека 2 лёгких: правое и левое. Правое делится на 3 доли (верхняя, средняя, нижняя) с помощью горизонтальной и косой щелей, в то время как левое — лишь на 2 (верхняя и нижняя доли) с помощью 1 косой щели.

## Функции дыхательной системы
Основные функции — дыхание, газообмен.
Кроме того, дыхательная система участвует в таких важных функциях, как терморегуляция, голосообразование, обоняние, увлажнение вдыхаемого воздуха. Лёгочная ткань также играет важную роль в таких процессах, как: синтез гормонов, водно-солевой и липидный обмен. В обильно развитой сосудистой системе лёгких происходит депонирование крови. Дыхательная система также обеспечивает механическую и иммунную защиту от факторов внешней среды.

### Газообмен
Газообмен — обмен газов между организмом и внешней средой. Из окружающей среды в организм непрерывно поступает кислород, который потребляется всеми клетками, органами и тканями; из организма выделяются образующийся в нём углекислый газ и незначительное количество других газообразных продуктов метаболизма. Газообмен необходим почти для всех организмов, без него невозможен нормальный обмен веществ и энергии, а, следовательно, и сама жизнь.
Кислород, поступающий в ткани, используется для окисления продуктов, образующихся в итоге длинной цепи химических превращений углеводов, жиров и белков. При этом образуются CO2, вода, азотистые соединения и освобождается энергия, используемая для поддержания температуры тела и выполнения работы. Количество образующегося в организме и, в конечном итоге, выделяющегося из него CO2 зависит не только от количества потребляемого O2, но и от того, что преимущественно окисляется: углеводы, жиры или белки. Отношение удаляемого из организма объёма CO2 к поглощённому за то же время объёму O2 называют «дыхательным коэффициентом», который равен примерно 0,7 при окислении жиров, 0,8 при окислении белков и 1,0 при окислении углеводов (у человека при смешанной пище дыхательный коэффициент равен 0,85-0,90). Количество энергии, освобождающееся на 1 л потребленного O2 (калорический эквивалент кислорода), равно 20,9 кДж (5 ккал) при окислении углеводов и 19,7 кДж (4,7 ккал) при окислении жиров. По потреблению O2 в единицу времени и по дыхательному коэффициенту можно рассчитать количество освободившейся в организме энергии.
Газообмен (соответственно, и расход энергии) у пойкилотермных животных (холоднокровных) понижается с понижением температуры тела. Такая же зависимость обнаружена и у гомойотермных животных (теплокровных) при выключении терморегуляции (в условиях естественной или искусственной гипотермии); при повышении температуры тела (при перегреве, некоторых заболеваниях) газообмен увеличивается.
При понижении температуры окружающей среды газообмен у теплокровных животных (особенно у мелких) увеличивается в результате увеличения теплопродукции. Он увеличивается также после приёма пищи, особенно богатой белками (так называемое «специфически-динамическое действие пищи»). Наибольших величин газообмен достигает при мышечной деятельности. У человека при работе умеренной мощности он увеличивается, через 3-6 минут после её начала достигает определённого уровня и затем удерживается в течение всего времени работы на этом уровне. При работе большой мощности газообмен непрерывно возрастает; вскоре после достижения максимального для данного человека уровня (максимальная аэробная работа) работу приходится прекращать, так как потребность организма в O2 превышает этот уровень. В первое время после окончания работы сохраняется повышенное потребление O2, используемого для покрытия кислородного долга, то есть для окисления продуктов обмена веществ, образовавшихся во время работы. Потребление O2 может увеличиваться с 200—300 мл/мин. в состоянии покоя до 2000-3000 при работе, а у хорошо тренированных спортсменов до 5000 мл/мин. Соответственно, увеличиваются выделение CO2 и расход энергии; одновременно происходят сдвиги дыхательного коэффициента, связанные с изменениями обмена веществ, кислотно-щелочного равновесия и лёгочной вентиляции.
Расчёт общего суточного расхода энергии у людей разных профессий и образа жизни, основанный на определениях газообмена важен для нормирования питания. Исследования изменений газообмена при стандартной физической работе применяют в физиологии труда и спорта, в клинике для оценки функционального состояния систем, участвующих в газообмене.
Сравнительное постоянство газообмена при значительных изменениях парциального давления O2 в окружающей среде, нарушениях работы органов дыхания и тому подобного обеспечивается приспособительными (компенсаторными) реакциями систем, участвующих в газообмене и регулируемых нервной системой.
У человека и животных газообмен принято исследовать в условиях полного покоя, натощак, при комфортной температуре среды (18-22 °C). Количества потребляемого при этом O2 и освобождающейся энергии характеризуют основной обмен. Для исследования применяют методы, основанные на принципе открытой либо закрытой системы. В первом случае определяют количество выдыхаемого воздуха и его состав (при помощи химических или физических газоанализаторов), что позволяет вычислять количества потребляемого O2 и выделяемого CO2. Во втором случае дыхание происходит в закрытой системе (герметичной камере либо из спирографа, соединённого с дыхательными путями), в которой поглощается выделяемый CO2, а количество потребленного из системы O2 определяют либо измерением равного ему количества автоматически поступающего в систему O2, либо по уменьшению объёма системы.
Газообмен у человека происходит в альвеолах лёгких и в тканях тела.

## Патологии

### Функциональные
- Дыхательная недостаточность (ДН) — патологическое состояние, характеризующееся одним из двух типов нарушений:

- Система внешнего дыхания не может обеспечить нормальный газовый состав крови
- Нормальный газовый состав крови обеспечивается за счёт повышенной работы системы внешнего дыхания

- Асфиксия (от др.-греч. ἀ- — «без-» и σφύξις — «пульс», буквально — «отсутствие пульса», в русском языке допускают ударение на второй или третий слог) — удушье, обусловленное кислородным голоданием и избытком углекислоты в крови и тканях, например, при сдавливании дыхательных путей извне (удушение), закрытии их просвета отёком, падении давления в искусственной атмосфере (либо системе обеспечения дыхания) и так далее. В литературе механическую асфиксию определяют как «кислородное голодание, развившееся в результате физических воздействий, препятствующих дыханию, и сопровождающееся острым расстройством функций центральной нервной системы и кровообращения…» или как «нарушение внешнего дыхания, вызванное механическими причинами, приводящее к затруднению или полному прекращению поступления в организм кислорода и накоплению в нём углекислоты». Первая помощь при асфиксии — восстановление функции внешнего дыхания, традиционно используют принудительное вдувание воздуха в лёгкие больного. Этот метод, названный «рот в рот» и «рот в нос», используют повсеместно в качестве немедленной помощи до приезда врача.[6]
- Дыхательная гипоксия